# 五領ヶ島村
五領ヶ島村（ごりょうがしまむら）は福井県吉田郡にあった村。現在の永平寺町の北西端、九頭竜川右岸にあたる。

## 地理
- 河川 ： 九頭竜川

## 歴史
- 1889年（明治22年）4月1日 - 町村制の施行により、渡新田村、末政村、下合月村、上合月村、兼定島村、領家村及び樋爪村の区域をもって、五領ヶ島村が発足する。
- 1955年（昭和30年）3月31日 - 松岡町、吉野村及び五領ヶ島村が合併して、改めて松岡町が発足する。